# ۲٬۱-دی‌کلروپروپان
۲،۱-دی‌کلروپروپان (به انگلیسی: 1,2-Dichloropropane) یک ترکیب شیمیایی با شناسه پاب‌کم ۶۵۶۴ است. شکل ظاهری این ترکیب، مایع بی‌رنگ است.